# 白勢友彌
白勢 友彌（しろせ ともや、1880年〈明治13年〉3月9日 - 1916年〈大正5年〉）は、日本の農民、大地主、新潟県多額納税者。族籍は新潟県平民。

## 人物
新潟県北蒲原郡金塚村（現・新発田市金塚）出身。白勢長衛の弟。1911年（明治44年）、家督を相続した。1914年（大正3年）、早稲田大学推薦校友となる
。農業を営み、大地主であった。

## 家族・親族
白勢家
- 兄
  - 幸一郎[7]
  - 長衛（1868年 - ?、新潟平民[1]、大地主、農業、新潟県多額納税者[7]、直接国税3万1千8百9十余円を納める[7]）
  - 文三郎（1869年 - ?、新発田銀行専務取締役）[4]
- 姉
  - リユク（1871年 - ?、新潟、堀治作の長男・友三郎の妻）[7]
  - チク（1875年 - ?、新潟、白勢正員の妻）[7]
- 妹[1]
- 妻・ヨシ（1888年 - ?、新潟士族、二宮孝順の五女）[1]
- 長男・正衛（1912年 - ?、大地主[4]、農業[8]、資産家[8]）
- 二男・正彌（1913年 - ?）[1]

親戚
- 二宮孝順（大地主、農業、新潟県多額納税者）